# 最高人民法院刑事审判第一庭
最高人民法院刑事审判第一庭，位于北京市东城区北花市大街9号，是中华人民共和国最高人民法院内设机构。

## 沿革
1949年11月1日，中央人民政府最高人民法院正式办公。1950年1月，中央人民政府委员会批准了《最高人民法院试行组织条例》，条例规定最高人民法院设刑事审判庭、民事审判庭和办公厅、督导处、编纂处等单位。按照1954年《中华人民共和国人民法院组织法》的规定，中华人民共和国最高人民法院设刑事审判庭、民事审判庭和研究室、督导室、顾问室、办公厅等单位。1966年“文化大革命”爆发，最高人民法院受冲击，机构趋于瘫痪。1976年10月粉碎“四人帮”后，刑事审判庭、民事审判庭、办公厅等业务、行政单位逐步恢复。到1983年，设立了刑事审判第一庭、刑事审判第二庭、民事审判庭、经济审判庭、研究室、办公厅、人事厅、司法行政厅。
2000年12月4日，《最高人民法院机关内设机构及新设事业单位职能》（法发〔2000〕30号）发布，其中规定最高人民法院机关内设机构有刑事审判第一庭，职能是：
1. 审判危害国家安全罪、危害公共安全罪、侵犯公民人身权利民主权利罪、妨害社会管理秩序罪、危害国防利益罪、军人违反职责罪等第一、二审案件，复核死刑案件。
2. 审理相关的涉外内审案件。
3. 审理涉外移管案件。
4. 审理相关的因特殊情况在法定刑以下判处刑罚的复核案件，审理因特殊情况假释的复核案件。
5. 处理相关的死刑喊冤案件。
6. 审查死刑备案材料。
7. 办理相关大案要案的协调、指导事宜。
8. 指导全国法院的减刑、假释工作[2]。

2005年6月13日，增设刑事审判第三庭、刑事审判第四庭、刑事审判第五庭，并调整了各刑事审判庭的分工。

## 职能
目前刑事审判第一庭“主要负责所辖地区普通刑事案件的复核及有关审判指导工作。”
刑事审判第一庭负责的地区是：陕西省、甘肃省、青海省、宁夏回族自治区、山东省、浙江省、安徽省、福建省，负责的专项是：侵害妇女儿童权益类犯罪、环境犯罪、知识产权犯罪。

## 历任庭长、副庭长

### 刑事审判庭
| 庭长 - 贾潜（1954年11月8日—1958年6月3日撤职） - 曾汉周（？—1960年；1962年—1966年3月12日） | 副庭长 - 林亨元（1954年11月8日—1958年6月3日撤职） - 朱耀堂（1954年11月8日—1958年6月3日撤职） - 宋广常（1957年8月1日—1963年3月4日） - 邢亦民（？—1966年3月12日） |

### 刑事审判第一庭
| 庭长 - 王战平（1979年9月13日—1981年6月10日） - 姜维新（1981年9月10日—1985年6月18日） - 彭树华（1983年9月2日—1987年9月5日） - 宋鑫春（1987年9月5日—1990年12月28日） - 王永成（1990年12月28日—1992年7月1日） - 刘家琛（1992年7月1日—1993年7月2日） - 甘明秀（1993年7月2日—1998年11月4日） - 张军（1998年11月4日—2000年8月25日） - 南英（2000年8月25日—2004年10月27日） - 黄尔梅（2004年10月27日—2009年8月27日） - 周峰（2009年8月27日—2014年8月31日） - 杨万明（2014年8月31日—2016年2月26日） - 沈亮（2016年2月26日—2021年2月28日） - 何莉（2021年2月28日—） | 副庭长 - 胡光（1963年3月4日—？） - 姜维新（1979年9月13日—1981年9月10日） - 林准（1979年9月13日—1982年5月） - 李养吾（1979年9月13日—？） - 祝铭山（1982年5月4日—1983年9月2日） - 郝绍安（1981年9月10日—1983年9月2日） - 沈建（1983年9月2日—1985年6月18日） - 王永成（1985年6月18日—1990年12月28日） - 陈嘉宾（1983年9月2日—1990年6月28日） - 甘明秀（1990年6月28日—1993年7月2日） - 南英（1992年9月4日—1998年11月4日） - 张辛陶（1993年7月2日—1999年4月29日） - 高憬宏（1998年11月4日—2005年7月1日） - 任卫华（1998年12月29日—2000年8月25日） - 李武清（2000年8月25日—2009年8月27日） - 周峰（2005年8月28日—2009年8月27日） - 颜茂昆（2009年8月27日—2015年7月1日） - 李勇（2009年12月26日—2017年12月27日） - 薛淑兰（2007年12月29日—2014年2月27日） - 管应时（2014年2月27日—2019年8月26日） - 杜国强（2014年4月24日—） - 翟超（2015年11月4日—） - 林维（2015年4月24日—2017年11月4日） - 李卫星（2017年6月27日—2018年12月29日） - 安翱（2019年12月28日—2022年6月24日） - 邹雷（2020年10月17日—） - 蔡金芳（2022年6月24日—） |